# Атаконис (Жетисайський район)
Атакони́с (каз. Атақоныс) — село у складі Жетисайського району Туркестанської області Казахстану. Адміністративний центр Жанааульського сільського округу.
У радянські часи село називалось ХХІІ Партз'їзд або 22 Партз'їзду.
Населення — 2533 особи (2021; 2513 у 2009, 1954 у 1999, 1857 у 1989).